# Toyota Paseo
Der Paseo ist ein Coupé des größten japanischen Automobilherstellers Toyota und wurde von Ende 1991 bis Sommer 1999 gebaut. Das Modell wurde in zwei Generation hergestellt: EL 44 und EL54. Im allgemeinen Sprachgebrauch werden die Codes „L4“ (EL44) bzw. „L5“ (EL54) verwendet.

## Paseo (EL44, 1991–1995)
Von Ende 1991 bis Sommer 1995 wurde der EL44 für die Märkte USA, Kanada, Vereinigtes Königreich und Australien in der Takaoka Fabrik in Toyota City hergestellt. Er basierte auf der Plattform des Toyota Tercel, nicht wie oft behauptet des Toyota Starlet. Wenige dieser Fahrzeuge existieren heute in Deutschland, geschätzt werden deutlich unter 100 Stück. 
Diese wenigen Fahrzeuge wurden vermutlich zum größten Teil original durch Toyota Deutschland importiert, die restlichen wurden zum Beispiel von in Deutschland stationierten amerikanischen Soldaten eingeführt. Ein Indiz, welches darauf hinweist, dass der EL44 eventuell dafür vorgesehen war, in Deutschland offiziell verkauft zu werden, stellt die Existenz von deutschen Wartungshandbüchern für den EL44 dar. Der EL44 wird im Gegensatz zum EL54 nicht in der Statistik des Kraftfahrt-Bundesamtes geführt.

### Typen
Der Paseo EL44 wurde in zwei verschiedenen Versionen hergestellt:
- Die Version für den überwiegend amerikanischen Markt kann heute noch in geringen Stückzahlen in Deutschland gefunden werden. Der EL44 wurde ab Produktionsbeginn serienmäßig mit Servolenkung ausgerüstet, ab 1993 folgte ein serienmäßiger Fahrerairbag und optional ABS. Sportsitze, ein automatisches Gurtsystem und ein Vier-Boxen-Soundsystem gehörten zur Standard-Ausrüstung. Der Paseo wurde mit einem Fünfgang-Schaltgetriebe oder einem Viergang-Automatikgetriebe angeboten. Optionale Komponenten waren Klimaanlage (bis 1994 basierend auf FCKW-haltigem R12-Kühlmittel) und eine Geschwindigkeitsregelanlage. Da in einigen Bundesstaaten der USA strengere Grenzwerte für Fahrzeugabgase gelten, wurde die Motorleistung des Paseo vor dem Verkauf in den betreffenden Staaten auf 68 kW (93 PS) heruntergeregelt, um bessere Abgaswerte zu erreichen.

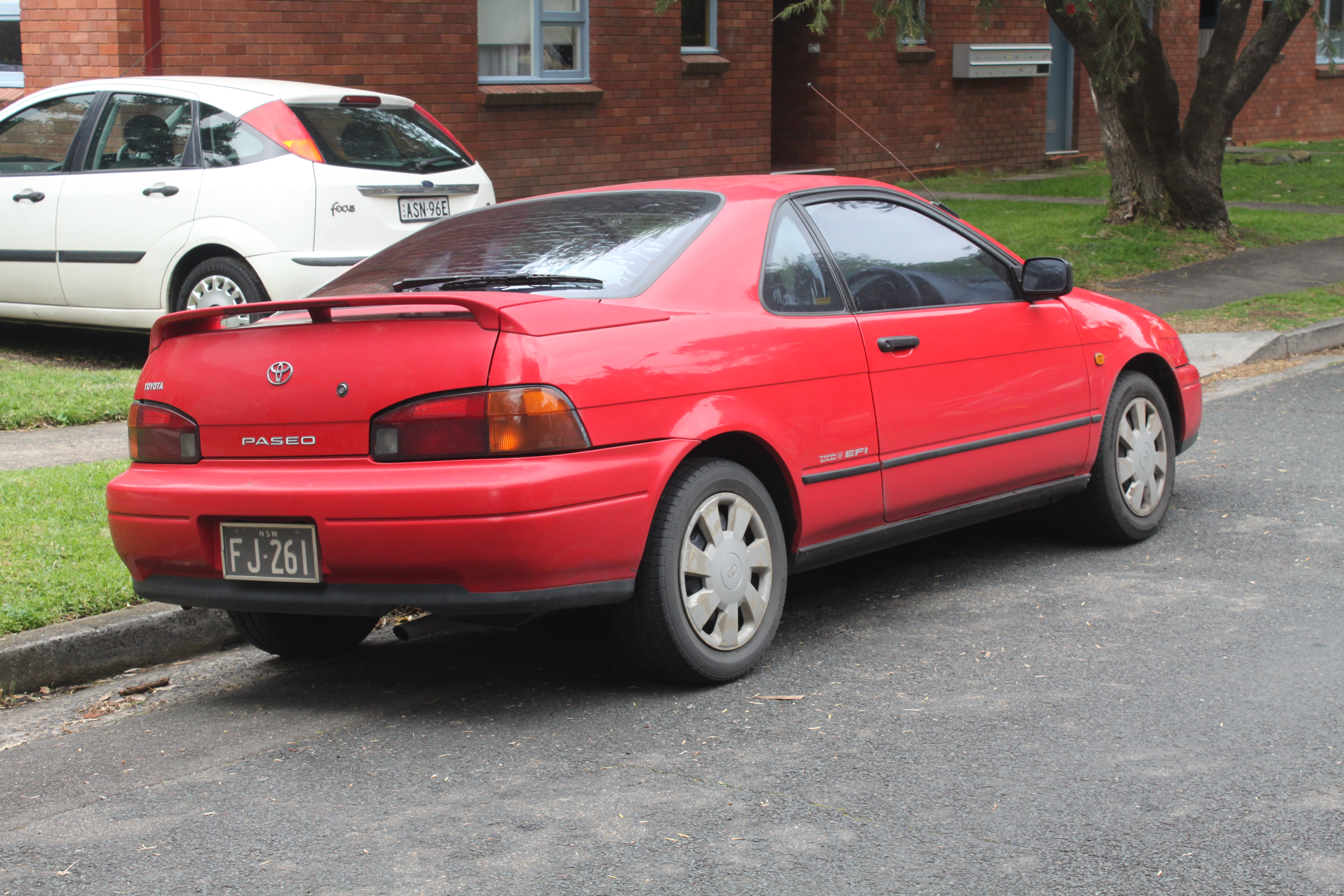
Heckansicht

- Für den japanischen Markt wurde der Paseo als Toyota Cynos bezeichnet. Teilweise wurde der Cynos auch nach Australien, Großbritannien und Russland geliefert. Unterschiede zum Paseo sind:
  - verschiedene andere Motorkomponenten (Motorkennung 5E-FHE), dadurch höhere Leistung (81 kW/110 PS)
  - andere Frontscheinwerfer (separate Standlichtbirnen, keine Reflektoren in den Blinkern, integrierte Nebelscheinwerfer in Richtung Fahrzeugmitte)
  - andere Heckscheinwerfer (keine Seitenbegrenzungsleuchten, teilweise andere Farbe der Reflektoren)
  - Rechtslenker
  - elektrisch verstellbare Außenspiegel
  - optional: elektrische Fensterheber
  - optional: Heckscheibenwischer

### Aufbau
Das EL44 Coupé ist ein 939 kg schwerer, frontgetriebener 2+2 Sitzer. Er hat zwei Sitze vorn und zwei Sitze hinten für Personen bis ca. 1,65 m Körpergröße. Der Luftwiderstandsbeiwert (cw) des Coupés ist 0,32.

### Motor
Der Motor des EL44 (Motorkennung 5E-FE) ist grundsätzlich der gleiche, wie der des EL54 (nur Detailänderungen). Wesentliche Merkmale des 4-Zylinder/16Ventile DOHC Reihenmotors mit Verdichtungsverhältnis 9,4:1 bei Hubverhältnis von 74,0/87,0 mm sind:
- Motorkennung 5E-FE
- 1497 cm³ Hubraum
- Leistung 101 PS (74,5 kW) bei 6.400/min, 124 Nm bei 3.200/min
- Multipoint-Einspritzungsanlage
- Manuelles 5-Gang-Getriebe
- Einscheibentrockenkupplung

### Fahrwerk
- Vorne Einzelradaufhängung, hinten Starrachse
- Servolenkung
- Vorne innenbelüftete Scheibenbremsen, hinten Trommelbremsen, ABS
- Standardreifengrößen:
  - Paseo
    - 5,5J x 14"
    - 185/60 R 14

### Fahrleistungen
- 0–100 km/h: 10,3 s
- Angegebene Höchstgeschwindigkeit: 181 km/h
- Tankvolumen: 45 Liter

## Paseo (EL54, 1995–1999)
Im Herbst 1995 erschien die zweite Generation des Paseo (Typ EL54) zunächst als Coupé, dem im Frühjahr 1996 eine Cabriovarainte folgte. Diese Baureihe wurde auch offiziell von Toyota Deutschland angeboten. Serienmäßig waren das herausnehmbare Sonnendach, Servolenkung, elektrische Fensterheber, elektrisch verstellbare Außenspiegel, Zentralverriegelung, Wegfahrsperre, Fahrer- und Beifahrerairbag sowie ABS.
Als Sonderausstattung erhältlich waren die Mica-Metallic-Lackierung, Klimaanlage, Ledersitze, Sitzheizung und ein Toyota-Audiosystem.
Im Sommer 1999 endete die Produktion.

### Karosserieversionen
Vom Paseo EL54 gab es zwei Varianten: ein Coupé und ein Cabrio. Laut Kraftfahrt-Bundesamt gab es in Deutschland rund 3991 zugelassene Coupés und 799 Cabrios (Januar 2011). In Deutschland wurden sowohl Coupé als auch Cabrio der Typbezeichnung EL54 vertrieben, beide Fahrzeugtypen besitzen den aus dem EL44 bekannten Motor mit der Kennung 5E-FE. Jedoch wurde dessen maximale Motorleistung im Vergleich zum EL44 von 75 kW (101 PS) auf 66 kW (90 PS) verringert, während sich das maximale Drehmoment im Gegenzug von 124 Nm auf 130 Nm erhöhte. 
Eine Besonderheit des Paseo Cabriolets ist, dass jedes zunächst ebenfalls als Coupé hergestellt, in die USA zur Firma American Sunroof Corporation transportiert und erst dort zum Cabrio umgerüstet wurde. Schließlich wurde das so hergestellte Cabrio wieder nach Japan verschifft um von dort aus an den Kunden ausgeliefert zu werden.
Eine Sonderedition des EL54, der Paseo S war eine sportlichere Version des Standard-Paseos. Die Ausstattungsmerkmale dieser Version waren die 215 40R16 Bereifung, ein Frontspoiler der Firma TTE, ein TTE-Heckspoiler, Leichtmetallfelgen 7,5JJx16" sowie eine Tieferlegung um ca. 30 mm. Auch in Österreich wurde eine sportlichere Version des Paseo angeboten, hier wurden optische Details des Paseos in Zusammenarbeit mit der Firma Alpina Tuning verändert.
Für den japanischen Markt existierte der EL54 zudem wiederum als Toyota Cynos. Er wurde neben dem EL54 mit der Motorkennung 5E-FHE (Cynos Beta) auch als EL52 (Cynos Alpha) angeboten, in welchen der Motor der Kennung 4E-FE (1331 cm³, 63 kW/85 PS) verbaut wurde. Dieser Motor wurde unter anderem auch im Toyota Starlet und Toyota Corolla verbaut. Der EL52 Cynos wurde im Gegensatz zum EL54 Cynos mit Dreigang-Automatikgetriebe angeboten.

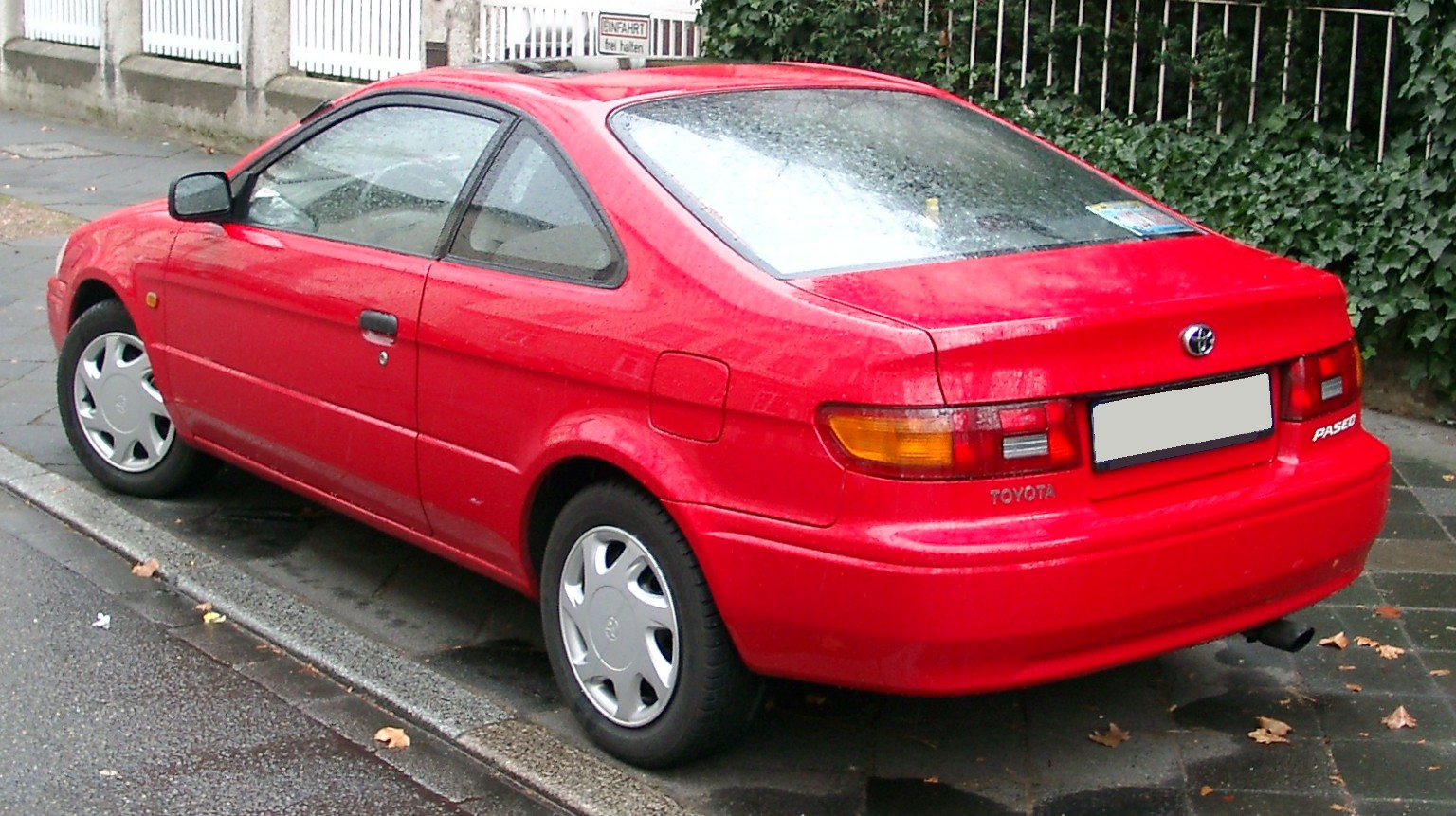
Heckansicht
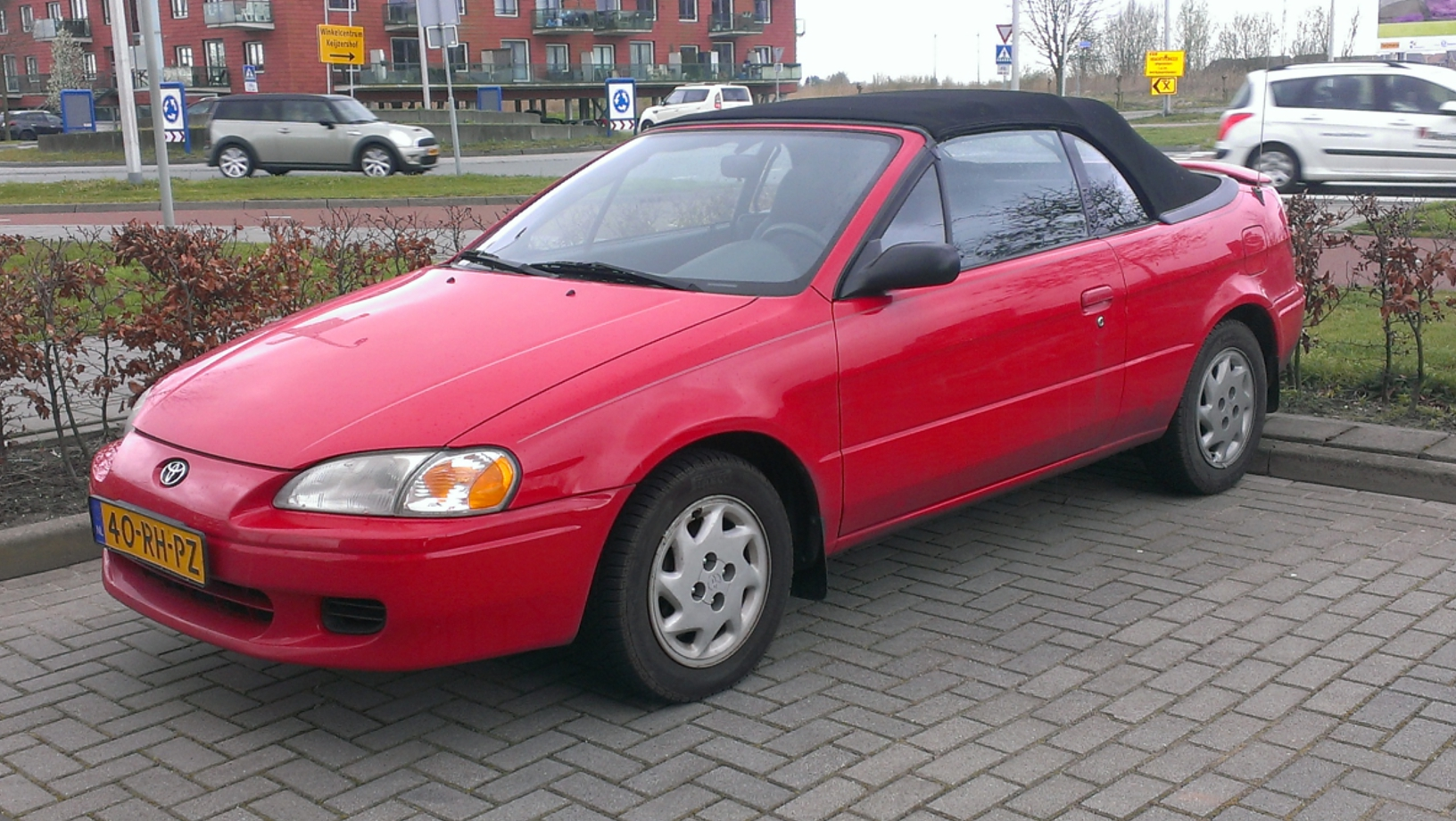
Toyota Paseo Cabrio (1996–1999)

### Aufbau
- Konzept: Viersitzer als Coupé oder Cabrio mit zwei Türen
- Abmessungen:
  - Länge: 4,16 m
  - Breite: 1,66 m
  - Höhe: 1,29 m (1,32 m Cabrio)
  - Radstand: 2,38 m
  - Wendekreis: 10,8 m
- Leergewicht: 995 kg (bzw. 1055 kg Cabrio)
- Frontradantrieb

### Motor
Motorkennung 5E-FE

4-Zylinder DOHC Reihenmotor

1,497 cm3 Hubraum, 90 PS (66 kW) bei 5400/min

130 Nm bei 4.200/min bis 4.600/min

Verdichtungsverhältnis 9,4:1

Bohrung/Hub: 74,0/87,0 mm

16 Ventile, TCCS (Multipoint-Einspritzungsanlage)

Manuelles 5-Gang-Getriebe

Einscheibentrockenkupplung
In den USA wurde der Motor des EL54 auf eine verteilerlose Zündung umgestellt. Dies ist bei deutschen Paseos nicht der Fall.

### Fahrwerk
- Vorne Einzelradaufhängung, hinten Starrachse
- Servolenkung
- Vorne innenbelüftete Scheibenbremsen, hinten Trommelbremsen (Paseo ab 1999: Scheibenbremsen), ABS
- Standardreifengrößen:
  - Paseo / Paseo Cabrio:
    - 5,5J x 14"
    - 185/60 R 14

  - Paseo S:
    - 7,5JJ x 16"
    - 215/40 R16

### Fahrleistungen
- 0–100 km/h: 10,9 s (bzw. 11,3 s Cabrio)
- Angegebene Höchstgeschwindigkeit: 185 km/h
- Verbrauch:
  - außerorts: 5,7 l
  - innerorts: 9,3 l
  - kombiniert: 7,0 l
- CO2-Emission: 165 g/km